# Tufuʻone
Tufuʻone ist ein Dorf im Distrikt Hihifo im Königreich Uvea, welches als Teil des französischen Überseegebiets Wallis und Futuna zu Frankreich gehört.

## Lage
Tufuʻone liegt im Nordwesten Hihifos und auch an der Nordwestküste der Insel Uvea, welche zu den Wallis-Inseln gehört. Das Dorf ist sehr weit verstreut und besteht überwiegend aus kleinen Häusern. Die Chapelle de Ste. Thérèse ist die kleine Kirche des Dorfes.

## Bevölkerung
Die Bevölkerungszahl ist in 10 Jahren von 237 auf 185 Einwohner gefallen:
| Tufuone: Einwohnerzahlen von 2003 bis 2013                                              | Tufuone: Einwohnerzahlen von 2003 bis 2013 | Tufuone: Einwohnerzahlen von 2003 bis 2013 | Tufuone: Einwohnerzahlen von 2003 bis 2013 | Tufuone: Einwohnerzahlen von 2003 bis 2013 |
| --------------------------------------------------------------------------------------- | ------------------------------------------ | ------------------------------------------ | ------------------------------------------ | ------------------------------------------ |
| Jahr                                                                                    |                                            |                                            |                                            | Einwohner                                  |
| 2003                                                                                    | 2003                                       |                                            | 237                                        | 237                                        |
| 2008                                                                                    | 2008                                       |                                            | 197                                        | 197                                        |
| 2013                                                                                    | 2013                                       |                                            | 185                                        | 185                                        |
| Datenquelle: INSEE; in den Jahren vor 2003 (z. B. 1996) wurden noch keine Daten erhoben |                                            |                                            |                                            |                                            |